# Souma (Douroula)
Pour les articles homonymes, voir Souma.
Souma est une commune située dans le département de Douroula de la province du Mouhoun au Burkina Faso.